# William R. King
William Rufus de Vane King (ur. 7 kwietnia 1786 w Hrabstwie Samspon, zm. 18 kwietnia 1853 w Hrabstwo Dallas (Alabama)) – amerykański polityk związany z Partią Demokratyczną. 13. wiceprezydent Stanów Zjednoczonych (1853).
W swojej karierze politycznej reprezentował między innymi stan Karolina Północna w Izbie Reprezentantów Stanów Zjednoczonych oraz był senatorem Stanów Zjednoczonych z Alabamy.

## Życiorys
Urodził się w hrabstwie Sampson w Karolinie Północnej jako drugi syn Williama Kinga i Margaret Devane. Jego ojciec był plantatorem i sędzią pokoju, brał udział w wojnie o niepodległość Stanów Zjednoczonych, był też członkiem zgromadzenia stanowego powołanego w celu uchwalenia Konstytucji. W czasie narodzin Kinga, jego ojciec posiadał co najmniej dwa tuziny niewolników.
W 1803 roku ukończył University of North Carolina at Chapel Hill. W 1806 roku został przyjęty do palestry i rozpoczął praktykę w Clinton. W latach 1807–1809 zasiadał w Izbie Reprezentantów Karoliny Północnej. W 1810 roku był radcą prawnym miasta Wilmington. W latach 1811–1816 był członkiem Izby Reprezentantów Stanów Zjednoczonych. Następstwie pracował jako sekretarz w amerykańskim poselstwie w Neapolu i w Petersburgu. W 1818 roku wrócił do Stanów, do Cahawby w Alabamie. Został właścicielem dużej plantacji bawełny.
Był delegatem na konwencji, która miała za zadanie organizację rządu nowo tworzonego stanu Alabama. Po formalnym utworzeniu stanu w 1819 roku został wybrany so Senatu jako przedstawiciel partii demokratyczno-republikańskiej. Następnie wygrywał kolejne wybory w latach 1822, 1828, 1834 i 1841. 15 kwietnia 1844 roku zrezygnował ze stanowiska senatora. Był Przewodniczącym pro tempore Senatu Stanów Zjednoczonych od 24 do 27 kadencji Senatu. Był też przewodniczącym Komisji ds. Ziem Publicznych i Komisji ds. Handlu.
W latach 1844–1846 był ambasadorem Stanów Zjednoczonych we Francji. Następnie po rezygnacji Arthura P. Bagby’ego został ponownie senatorem. Swój urząd zaczął pełnić 1 lipca 1848 roku. Podczas konfliktów w Senacie prowadzących do zawarcia Kompromisu z 1850, King był przeciwny zniesieniu niewolnictwa w Dystrykcie Kolumbii i popierał zasadę ograniczającą debatę w sprawie zniesienia niewolnictwa (ang. gag rule).
11 lipca 1850 roku, dwa dni po śmierci prezydenta Zacharego Taylora, King ponownie został Przewodniczącym pro tempore Senatu, co spowodowało, że został pierwszą osobą w linii sukcesji prezydenckiej, z uwagi na wakat na stanowisku wiceprezydenta Stanów Zjednoczonych. Stanowisko Przewodniczącego sprawował podczas 31 i 32 kadencji Senatu. 20 grudnia 1852 roku zrezygnował ze stanowiska senatora z uwagi na zły stan zdrowia. Był Przewodniczącym Komisji Spraw Zagranicznych.
W 1852 roku został wybrany na urząd wiceprezydenta Stanów Zjednoczonych z ramienia Partii Demokratycznej wraz z prezydentem Franklinem Pierce’em. Przysięgę złożył 24 marca 1853 roku na Kubie, gdzie przebywał z uwagi na swoje zdrowie (był chory na gruźlicę). Niedługo po zaprzysiężeniu King powrócił na swoją plantację, gdzie po dwóch dniach zmarł. Został pochowany w grobowcu na plantacji. W 1882 roku jego ciało zostało przeniesione na cmentarz Old Live Oak w Selmie i pochowane w mauzoleum z granitu.